# Prosymna (Mythologie)
Prosymna (griechisch Πρόσυμνα „die viel Gerühmte“) war in der griechischen Mythologie die Tochter des argolischen Flussgottes Asterion. Zusammen mit ihren Schwestern Euboia und Akraia ist sie Amme der Göttin Hera. Nach ihr wurden das Land unterhalb des Heraions von Argos und eine hier befindliche Stadt Prosymna genannt.
Möglicherweise handelt es sich bei den drei Schwestern um argivische Nymphen. Da die Namen der drei aber auch als Beinamen der Göttin Hera auftreten, wurde die Vermutung geäußert, dass sich die Namen einfach von diesen herleiten könnten.